# Psychotria nematostachya
Psychotria nematostachya är en måreväxtart som beskrevs av Julian Alfred Steyermark. Psychotria nematostachya ingår i släktet Psychotria och familjen måreväxter. Inga underarter finns listade i Catalogue of Life.